# Dicopia antirrhinum
Dicopia antirrhinum är en sjöpungsart som beskrevs av Monniot 1972. Dicopia antirrhinum ingår i släktet Dicopia och familjen Octacnemidae. Inga underarter finns listade i Catalogue of Life.